# Anna Casassas
Anna Casassas i Figueras (Barcelona, diciembre de 1958) es una traductora catalana, licenciada en derecho y que ejerció de abogado, pero que actualmente se dedica exclusivamente a la traducción al catalán de obras en francés e italiano. Es una de las traductoras actualmente más reconocidas y relevantes en la traducción al idioma catalán. Es hija de Enric Casassas i Simó, quién fue presidente del Instituto de Estudios Catalanes, y hermana de Enric Casasses i Figueres, poeta catalán.
Fue galardonada con el premio Mots Passants de la Universidad Autónoma de Barcelona en 2009, por la mejor traducción de la obra francesa El manuscrito encontrado en Zaragoza, de Jan Potocki. Según sus propias palabras, es una de las obras de las que se siente más orgullosa de haber traducido. También es autora del ensayo El ritme de la prosa (2011).

## Principales obras traducidas
Algunas de sus principales traducciones del francés y el italiano son:
- El manuscrit trobat a Saragossa, de Jan Potocki.
- La cena de le ceneri, de Giordano Bruno
- In cosa crede chi non crede? d eUmberto Eco y Carlo Maria Martini
- Le lion de Joseph Kessel
- Le fond de la bouteille de Georges Simenon
- Le petit prince de Antoine de Saint-Exupéry en colaboración con Enric Casasses
- Le cousin Pons de Honoré de Balzac
- La femme de trente ans de Honoré de Balzac
- Cette aveuglante absence de lumière de Tahar Ben Jelloun
- Danubio de Claudio Magris
- Microcosmi de Claudio Magris
- Alla cieca de Claudio Magris
- Le Dernier Jour d'un Condamné de Victor Hugo
- Lezione americane de Italo Calvino
- Un filo di fumo d eAndrea Camilleri
- La compagnie des spectres de Lydie Salvaire
- Ombre sultane de Assia Djebar
- Allah n'est pas obligé de Ahmadou Kourouma
- Sur la lecture de Marcel Proust
- Aux fruits de la passion de Daniel Pennac
- Next de Alessandro Baricco
- Senza sangue  de Alessandro Baricco
- Omero, Iliade  de Alessandro Baricco
- Privo di titolo  de Andrea Camilleri
- Vingt-quatre heures d'une femme sensible  de Constance de Salm
- Cahiers de la guerre de Marguerite Duras
- L'infinito viaggiare  de Claudio Magris
- La storia non è finita  de Claudio Magris
- La solitudine dei numeri primi, de Paolo Giordano
- Estate al lago de Alberto Vigevani

## Premios
- 2009: Premio Mots Passants de la UAB, por la traducción de El manuscrit trobat a Saragossa, de Jan Potocki.
- 2010: Premio de traducció Vidal Alcover del Ayuntamiento de Tarragona, por el proyecto de traducción de La cena de le ceneri, de Giordano Bruno.